# Kraftwerk Ringvaart
Das Kraftwerk Ringvaart ist ein GuD-Kraftwerk nahe der Stadt Gent, Provinz Ostflandern, Belgien, das an einem Seitenkanal des Kanals Gent–Terneuzen liegt. Die installierte Leistung des Kraftwerks beträgt 359 (bzw. 375 385 oder 390) MW. Es ist im Besitz von Luminus und wird auch von Luminus betrieben.

## Kraftwerksblöcke
Das Kraftwerk besteht derzeit (Stand März 2021) aus einem Block. Die folgende Tabelle gibt einen Überblick:
| Block | Einheit | Max. Leistung (MW) | Betriebsbeginn | Turbine | Generator | Dampfkessel | Status |
| ----- | ------- | ------------------ | -------------- | ------- | --------- | ----------- | ------ |
| 1     | 1       | 230                | 1998           | GE      | GE        | CMI         |        |
|       | 2       | 130                | 1998           | Alstom  |           |             |        |

Der Block 1 besteht aus einer Gasturbine sowie einer nachgeschalteten Dampfturbine. An die Gasturbine ist ein Abhitzedampferzeuger angeschlossen, der dann die Dampfturbine versorgt. Gas- und Dampfturbine treiben dabei über eine gemeinsame Welle (single shaft) den Generator an.
Für die Leistung der Gasturbine werden 230 (bzw. 243 oder 247) MW angegeben, für die Leistung der Dampfturbine 130 (bzw. 132 oder 137) MW. Im Jahr 2017 wurden ca. 2,025 Mrd. kWh erzeugt.